# Atepomaros
 (novembre 2019).
Si vous disposez d'ouvrages ou d'articles de référence ou si vous connaissez des sites web de qualité traitant du thème abordé ici, merci de compléter l'article en donnant les références utiles à sa vérifiabilité et en les liant à la section « Notes et références ».
Atepomaros, (latinisé en Atepomarus) est, dans la mythologie celtique gauloise, un roi ou un guerrier mythique.

## Légendes

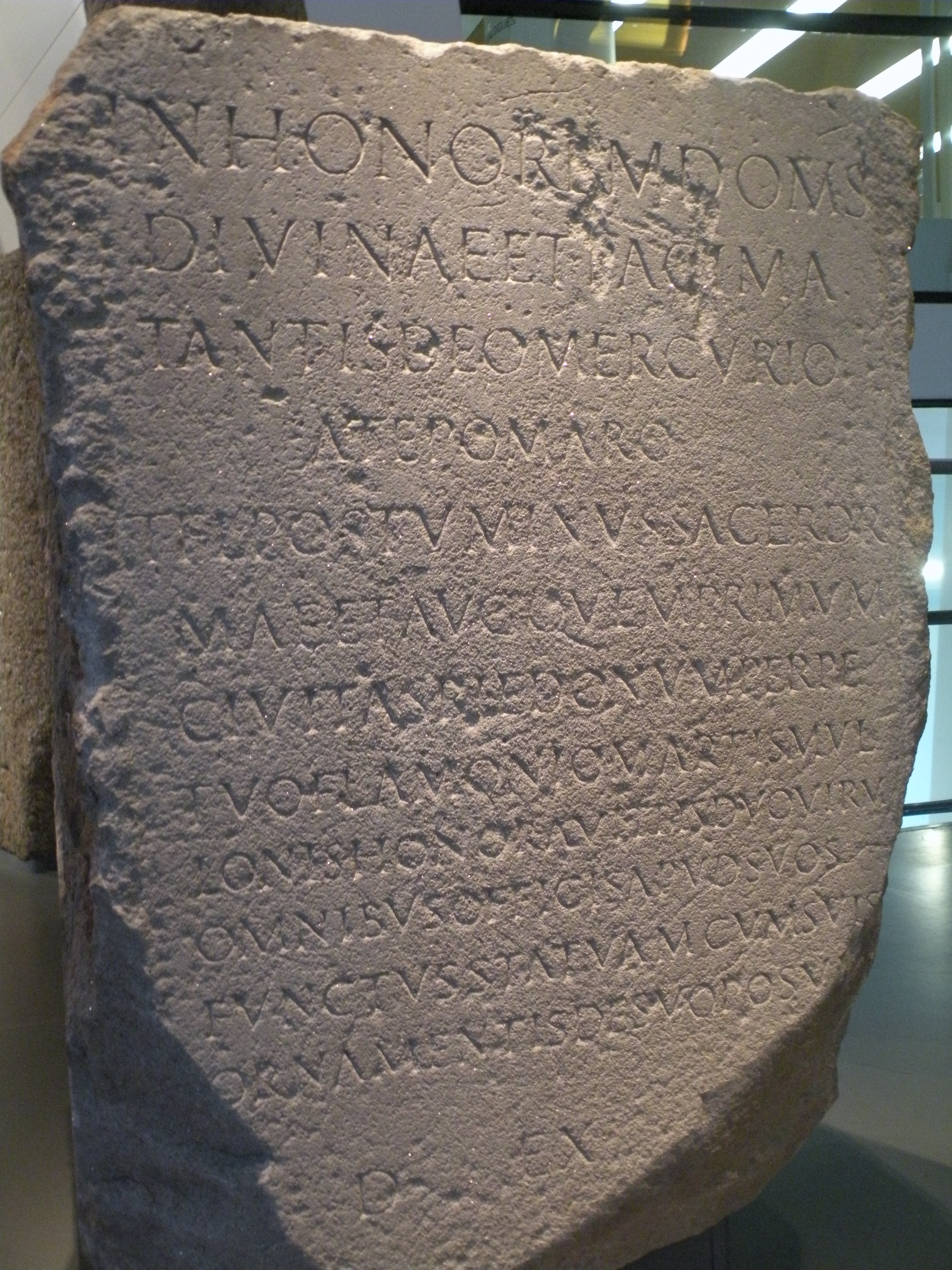
Inscription dédiée à Mercure Atepomaros (musée de Bretagne).

Selon la légende, il est avec son frère Momoros l'un des fondateurs de la ville de Lyon. Venus du nord, ils se sont arrêtés sur une colline située en bordure de la Saône. Selon les instructions d'un oracle, ils entreprennent la construction d'une ville, quand le site est envahi par une multitude de corbeaux. Cet animal étant annonciateur de la présence du dieu Lug, il est décrété que la ville se nommera « Lugdunum » c’est-à-dire la forteresse (ou colline) de Lug.
Il est aussi assimilé en épithète au dieu Mercure sur une inscription par Titus Flavius Postuminus conservée au musée de Bretagne.

## Étymologie
Le nom Atepomaros est composé de ate=très, epo=cheval et maros=grand, ce qui signifie en gaulois le très grand cavalier[réf. nécessaire].